# فاز بری

## اتصال- انحنای فاز بری
اتصال و انحنای فاز بری از طریق مفاهیم خیلی عمیقی به هم مرتبط می‌باشند؛ این ارتباط می‌تواند از طریق یک پتانسیل میدان موضعی معیار

که به فاز بری اختصاص داده می‌شود، ملاحظه شود.

این مفاهیم که در سال ۱۹۸۴ توسط
Michael berry مطرح شد، تأکیدی دارد بر این مسئله که چگونه فازهای هندسی یک مفهوم واحد قدرتمند در شاخه‌های
مختلف کلاسیکی و کوانتومی برقرار می‌کنند.

این‌چنین فازهایی که به‌دست‌آمده‌اند از طریق فاز بری باید شناخته‌شده باشند. فاز بری یک‌فاز کوانتومی است که به‌صورت مؤثر در سیستم‌هایی که سیر تکاملی دوره‌ای دارند به وجود می‌آید که این‌یک تصحیح قابل‌توجه به نظریه بی‌در روی کوانتومی بسیار تنگاتنگ و نزدیک با تقریب بورن است.

باسلیقگی آنالیز عمومی وکلی بری باعث شده است که کاربردهای زیادی در ارتباط با موضوعات اتمی، ماده چگال،

هسته‌ای فیزیک ذرات بنیادی و هم‌چنین اپتیک پیدا کند. در اینجا ما ابتدا کلیاتی رو راجع به فازبری و سپس ارتباط آن با اثر بوهم آهارانوف را بیان می‌کنیم.

## فاز بری -تحول دوره‌ای بی‌دررو
در کوانتوم مکانیک فاز بری در یک سیر تحول دوره‌ای بی‌دررو به وجود می‌آید.

نظریهٔ عایق‌های کوانتومی بی‌دررو در سیستم‌هایی که هامیلتونی آن‌ها {\displaystyle H(R)} به یک پارامتر {\displaystyle R} که بازمان تغییر می‌کند بستگی دارد، ویژه‌مقدار {\displaystyle E(R)} در هرجایی از مسیر که تغییرات زمانی به‌اندازه کافی کوچک و آهسته است نا تبهگن باقی می‌ماند.

بنابراین یک سیستم که در آغاز دریک ویژه‌مقداراست در لحظات بعدی در ویژه‌مقدارمطابق با هامیلتونی باقی خواهد ماند.

در سراسر این فرایند ویژه‌حالت در زمان t می‌تواند به شکل زیر نوشته شود:

{\displaystyle |Q>=e^{-i/h}\int _{0}^{t}E(R(t))\,|n(R(t))>\,dt\,e^{i\omega (t)}}

درجایی که اولین عبارت یک عامل فاز دینامیکی است و دومین عبارت یک عبارت هندسی است که {\displaystyle \omega } فاز بری خوانده می‌شود.

در موردی از یک تکامل دوره‌ای در اطراف یک مسیر بستهٔ {\displaystyle c} این‌چنین که {\displaystyle R(0)=R(T)} فاز بری مسیر بسته {\displaystyle C} به‌صورت :

{\displaystyle \omega =\oint <n(R)|\triangle R|n(R)>\,dR}

خواهد بود. . یک مثال از یک چنین سیستم فیزیکی درجایی است که یک الکترون در امتداد یک مسیر بسته حرکت می‌کند که یک حرکت سیکلوترونی است که جزئیات آن در یک صفحهٔ فاز بری نشان داده‌شده است که در اینجا باید فاز بری در نظر گرفته شود تا شرایط کوانتیده کردن درست به دست آید.

### اثر بوهم آهارانوف
یکی دیگر از مسائلی که علاقه زیادی به آن‌هم ازنظر مفهومی و هم ازنظر آزمایشگاهی وجود دارد اثر بوهم آهارانوف
است که در این مطلب به معرفی اثر بوهم آهارانوف که به‌وسیلهٔ بری داده‌شده است می‌پردازیم.

موقعیت نشان داده‌شده در شکل را در نظر بگیرید که در آن‌یک میدان مغناطیسی محصورشده در داخل یک لوله با شار Q و یک جعبه که در موقعیت R از لوله قرار دارد و ذرات باردار q در داخل جعبه محصورشده‌اند.

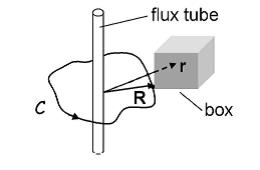
اثربوهم آهارانوو

میدان مغناطیسی در هرجایی در بیرون از لولهٔ حاوی شار و به‌طور خاص در داخل جعبه صفر شده است. در اینجا ما {\displaystyle A(r)} را پتانسیل برداری در نظر می‌گیریم که آن معمولاً در مناطقی از میدان صفر، صفر نمی‌شود مگر اینکه شار یک مضرب صحیحی از شار کوانتومی یعنی {\displaystyle Q=h/e} باشد.

هامیلتونی که ذرات در داخل جعبه را توصیف می‌کند به‌صورت {\displaystyle H(p,r-R)}است و تابع موج مربوط برای یک بردار پتانسیل صفر به شکل {\displaystyle \omega (r-R)} باانرژی {\displaystyle E} مستقل است.

هامیلتونی به موقعیت {\displaystyle R} جعبه از طریق بردار پتانسیل بستگی دارد و بنابراین فضای پارامترهای ما در این مسئله چیز دیگری به‌غیراز فضای حقیقی نیست. با خروج بخشی از شار داخل لوله اگر ما جعبه را در اطراف یک مسیر دایروی انتقال دهیم فاز بری به‌وسیله رابطهٔ زیر داده خواهد شد:

{\displaystyle \omega (c)=\oint A(R).dR}

### فاز بری در نوارهای بلوخ
همان‌طور که می‌بایست ملاحظه شود ساختار نواری بلوره‌ها یک‌شکل مسطح طبیعی را به وجود می‌آورند که فاز بری در آن قابل‌مشاهده است.

در تقریب الکترون مستقل که از برهمکنش الکترون- الکترون صرف‌نظر می‌شود ساختار نواری یک بلوره به‌وسیلهٔ هامیلتونی زیر برای یک الکترون منفرد بیان می‌شود درجایی که پتانسیل {\displaystyle v(r)} یک پتانسیل دوره‌ای با بردار ثابت شبکهٔ {\displaystyle a} است.

{\displaystyle H=(P^{2}/2M)+V(r)}

در نظریهٔ بلوخ توابع موج در شرط مرزی زیر صدق می‌کنند:

{\displaystyle Q(r+a)=e^{(iq.a)}.Q(r)}

این شرط مرزی تضمین می‌کند که تمام ویژه‌حالت‌ها در یک فضای هیلبرت یکسان قرار دارند و ما می‌توانیم همچنین منطقهٔ بریلوئن را از طریق فضای پارامتر هامیلتونی انتقال‌یافته {\displaystyle H(q)} بشناسیم.

ازآنجایی‌که {\displaystyle q} وابسته به تابع پایه مربوط به مشکل بلوخ است تأثیرات فازهای بری متنوع در بلوره مورد انتظار هستند.

برای مثال اگر {\displaystyle q} مجبور باشد که در فضای تکانه تغییر کند بنابراین حالت بلوخ یک فاز بری به خودمی گیردکه به شکل:

{\displaystyle \omega =\oint <u(q)|i\triangle q|u(q)>\,dq}

خواهد بود و تأکید می‌کنیم که مسیر {\displaystyle c} باید بسته باشد تا فاز بری با یک مفهوم فیزیکی، حاصل شود.

### فاز بری-اسپین دریک میدان مغناطیسی
به‌عنوان یک مسئله، موردی از یک اسپین منفرد با مقدار {\displaystyle s} در یک میدان مغناطیسی را در نظر می‌گیریم؛ درجایی که هم بیشترین کاربرد بی‌واسطهٔ یک نظریه رسمی در حال حاضر رادار است و هم بیشترین مورد تکرارشونده است که در موقعیت‌های آزمایشگاهی مناسب با آن روبرو شده‌اند.

هامیلتونی آن به‌صورت {\displaystyle H(b)=-b.s} در نظر گرفته می‌شود؛ با یک میدان مغناطیسی خارجی {\displaystyle b} که از عوامل بیرونی حاصل‌شده است.

ویژه مقادیر آن نیز به‌صورت {\displaystyle E=-nb} با {\displaystyle 2n} عدد صحیح است و برای {\displaystyle b=0}، {\displaystyle 2n+1} ویژه‌حالت وجود دارد که تبهگن و همگی انرژی صفر دارند.

فازبری ایجادشده در این مسئله به‌صورت {\displaystyle \phi =-n\omega (c)}است که در آن {\displaystyle \omega } زاویه‌ای از جامد موردنظر است که به‌وسیله میدان مغناطیسی در امتداد یک مسیر دایروی توصیف‌شده است.

توجه کنید که فاز بری فقط به عدد کوانتومی n و نه به مقدار s، بستگی دارد. همچنین توجه داشته باشید که {\displaystyle H(b)} یک هامیلتونی عمومی که اغلب برای اسپین {\displaystyle s=1/2} استفاده می‌شود که برای {\displaystyle s>1} قابل‌استفاده نیست. اگر هم یک هامیلتونی عمومی بزرگ‌تر در یک فضای گسترده‌تر در نظر گرفته شود نتیجه ساده‌ای که در بالا به دست آمد ممکن است دیگر به دست نیاید.